# سندرم هاگموزر–واینستین–برسنیک
سندرم هاگموزر-واینستین-برسنیک (انگلیسی: Hagemoser–Weinstein–Bresnick syndrome) یک اختلال ژنتیکی اتوزومال غالب است که توسط سه پزشک آمریکایی در سال ۱۹۸۹ میلادی توصیف شد.
این بیماری با آتروفی عصب اپتیک (چشمی) آغاز شده و به‌دنبال آن ناشنوایی و نوروپاتی محیطی رخ می‌دهد.
این بیماری بر خلاف بیماری‌های مشابه که در سنین بالا رخ می‌دهند، در سنین آغازین زندگی شروع می‌شود. آتروفی اپتیک در سال اولِ تولد و بقیه علائم تا قبل از ۱۳ سالگی خود را نشان می‌دهند. یک نوع اتوزومال مغلوب احتمالی از این بیماری در سال ۱۹۷۰ میلادی توسط ایواشیتا و همکاران گزارش شده بود.